# Norman (Észak-Karolina)
Norman város az USA Észak-Karolina államában, Richmond megyében. Lakosainak száma 100 fő (2020. április 1.).

## Népesség
A település népességének változása:
| Lakosok száma | 240  | 138  | 100  |
|               | 1930 | 2010 | 2020 |